# Sogra
Sogra (in lingua russa Согра) è una città situata in Russia, nell'Oblast' di Arcangelo, più precisamente nel Verchnetoemskij rajon.